# Trinomys eliasi
Trinomys eliasi е вид бозайник от семейство Бодливи плъхове (Echimyidae). Видът е застрашен от изчезване.

## Разпространение
Разпространен е в Бразилия.